# Amstel Gold Race
Amstel Gold Race je jednorázový cyklistický závod, který se koná v jižním Nizozemsku, v provincii Limburg. Jde o nejvýznamnější cyklistický závod v Nizozemsku. Od roku 1989 je součástí cyklistického Světového poháru, od roku 2005 je součástí seriálu UCI ProTour, od roku 2008 UCI World Ranking.
Název se nevztahuje přímo k nizozemské řece Amstel, ale závod se jmenuje podle sponzora – pivovaru Amstel.
Trasa závodu se v průběhu let mnohokrát měnila. Například v roce 2005 se závod konal téměř celý uvnitř hranic provincie Limburg, ale také byly ročníky, které se z větší části jely na území Belgie. Od roku 2003 je cíl je na vrcholu kopce Cauberg, ve vesnici Valkenburg. Do roku 2003 byl cíl v Maastrichtu.
Závod je největší profesionální cyklistická událost v Nizozemsku, ale je často kritizován za nebezpečí při jeho průběhu. Trasa vede po úzkých silnicích, po předměstí měst a vesnic, kde je množství zaparkovaných vozidel, zpomalovacích šikan, retardérů a kruhových objezdů. Proto dochází k častým pádům závodníků. Některá z 31 stoupání mají sklon až 20 % (Keutenberg), některé z nich překonávají jezdci i vícekrát během jednoho závodu.

## Vícenásobní vítězové

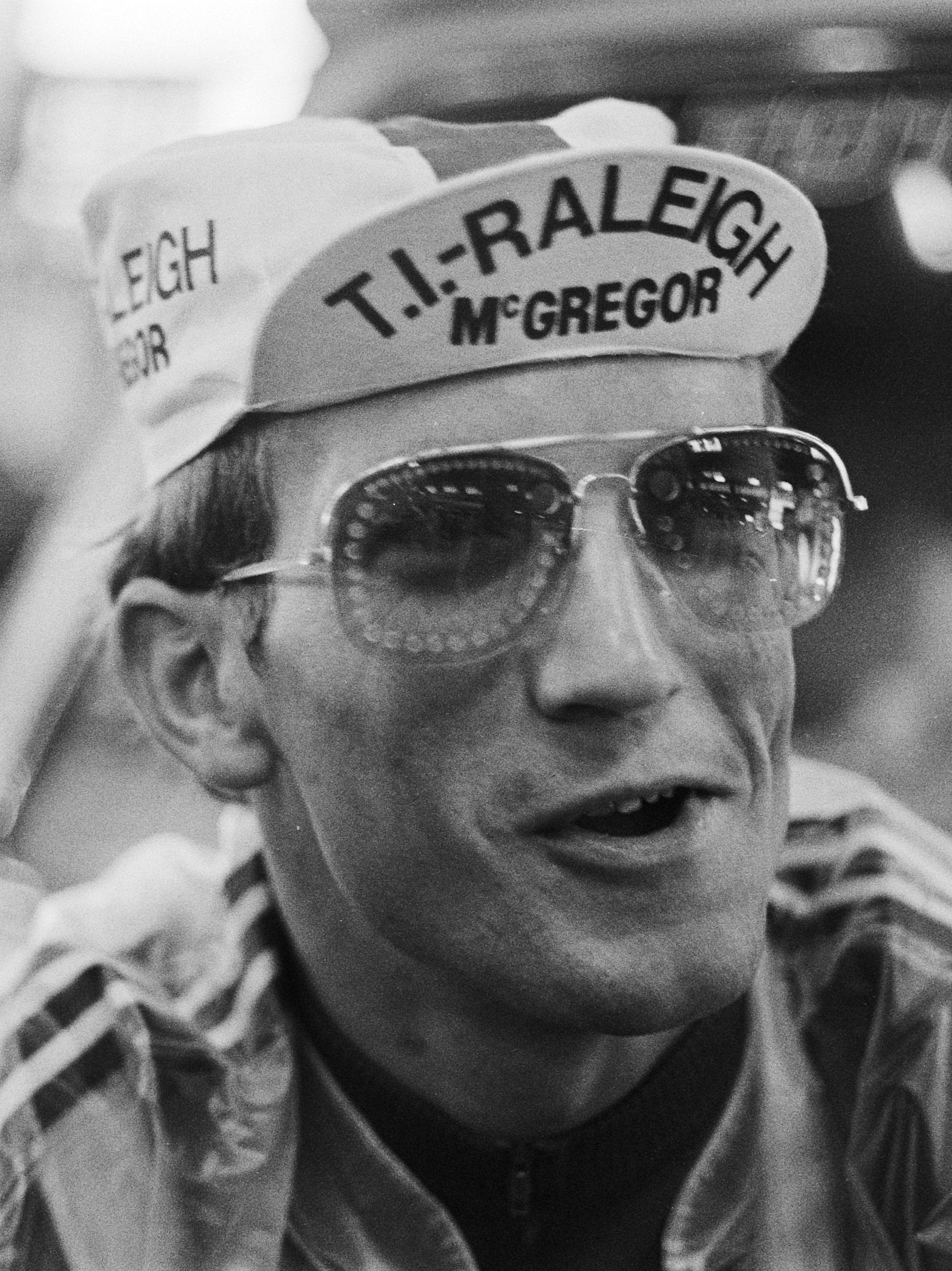
Jan Raas 1977, 1978, 1979, 1980, 1982 5× vítěz.
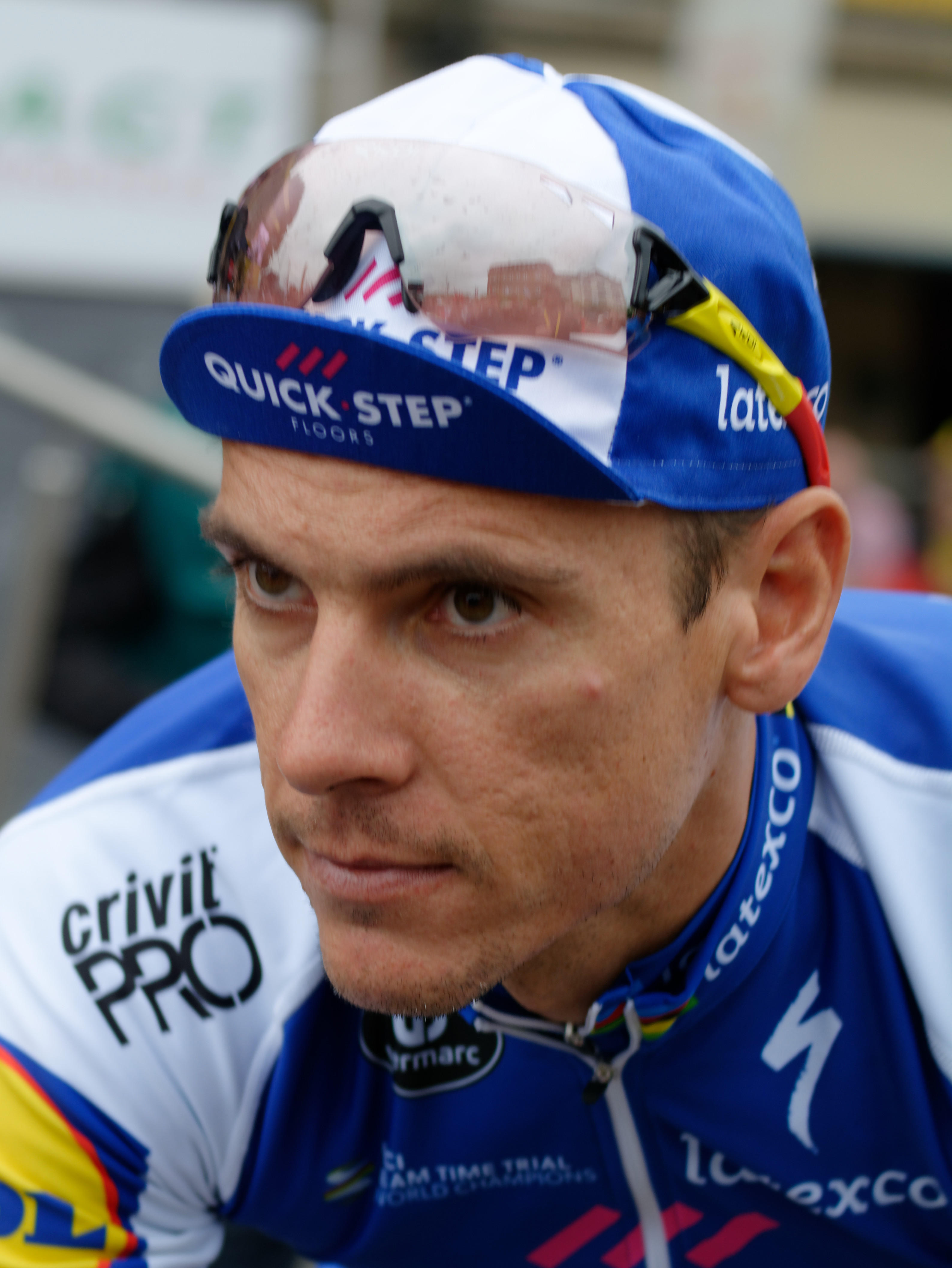
Philippe Gilbert 2010, 2011, 2014, 2017 4× vítěz.

## Seznam vítězů
| Ročník | Země                               | Jezdec                             | Tým                                |
| ------ | ---------------------------------- | ---------------------------------- | ---------------------------------- |
| 1966   | Francie                            | Jean Stablinski                    |                                    |
| 1967   | Nizozemsko                         | Arie den Hartog                    |                                    |
| 1968   | Nizozemsko                         | Harrie Steevens                    |                                    |
| 1969   | Belgie                             | Guido Reybrouck                    |                                    |
| 1970   | Belgie                             | Georges Pintens                    |                                    |
| 1971   | Belgie                             | Frans Verbeeck                     |                                    |
| 1972   | Belgie                             | Walter Planckaert                  |                                    |
| 1973   | Belgie                             | Eddy Merckx                        |                                    |
| 1974   | Nizozemsko                         | Gerrie Knetemann                   |                                    |
| 1975   | Belgie                             | Eddy Merckx                        |                                    |
| 1976   | Belgie                             | Freddy Maertens                    |                                    |
| 1977   | Nizozemsko                         | Jan Raas                           |                                    |
| 1978   | Nizozemsko                         | Jan Raas                           |                                    |
| 1979   | Nizozemsko                         | Jan Raas                           |                                    |
| 1980   | Nizozemsko                         | Jan Raas                           |                                    |
| 1981   | Francie                            | Bernard Hinault                    |                                    |
| 1982   | Nizozemsko                         | Jan Raas                           |                                    |
| 1983   | Austrálie                          | Phil Anderson                      |                                    |
| 1984   | Nizozemsko                         | Jacques Hanegraaf                  |                                    |
| 1985   | Nizozemsko                         | Gerrie Knetemann                   |                                    |
| 1986   | Nizozemsko                         | Steven Rooks                       |                                    |
| 1987   | Nizozemsko                         | Joop Zoetemelk                     |                                    |
| 1988   | Nizozemsko                         | Jelle Nijdam                       |                                    |
| 1989   | Belgie                             | Eric Van Lancker                   |                                    |
| 1990   | Nizozemsko                         | Adri van der Poel                  |                                    |
| 1991   | Nizozemsko                         | Frans Maassen                      |                                    |
| 1992   | Německo                            | Olaf Ludwig                        |                                    |
| 1993   | Švýcarsko                          | Rolf Järmann                       |                                    |
| 1994   | Belgie                             | Johan Museeuw                      |                                    |
| 1995   | Švýcarsko                          | Mauro Gianetti                     |                                    |
| 1996   | Itálie                             | Stefano Zanini                     |                                    |
| 1997   | Dánsko                             | Bjarne Riis                        |                                    |
| 1998   | Švýcarsko                          | Rolf Järmann                       |                                    |
| 1999   | Nizozemsko                         | Michael Boogerd                    |                                    |
| 2000   | Německo                            | Erik Zabel                         |                                    |
| 2001   | Nizozemsko                         | Erik Dekker                        |                                    |
| 2002   | Itálie                             | Michele Bartoli                    |                                    |
| 2003   | Kazachstán                         | Alexandr Vinokurov                 |                                    |
| 2004   | Itálie                             | Davide Rebellin                    |                                    |
| 2005   | Itálie                             | Danilo Di Luca                     |                                    |
| 2006   | Lucembursko                        | Fränk Schleck                      |                                    |
| 2007   | Německo                            | Stefan Schumacher                  |                                    |
| 2008   | Itálie                             | Damiano Cunego                     |                                    |
| 2009   | Rusko                              | Sergej Ivanov                      |                                    |
| 2010   | Belgie                             | Philippe Gilbert                   |                                    |
| 2011   | Belgie                             | Philippe Gilbert                   |                                    |
| 2012   | Itálie                             | Enrico Gasparotto                  | Astana                             |
| 2013   | Česko                              | Roman Kreuziger                    |                                    |
| 2014   | Belgie                             | Philippe Gilbert                   | BMC Racing Team                    |
| 2015   | Polsko                             | Michał Kwiatkowski                 | Etixx–Quick-Step                   |
| 2016   | Itálie                             | Enrico Gasparotto                  | Wanty–Groupe Gobert                |
| 2017   | Belgie                             | Philippe Gilbert                   | Quick-Step Floors                  |
| 2018   | Dánsko                             | Michael Valgren                    | Astana                             |
| 2019   | Nizozemsko                         | Mathieu van der Poel               | Corendon–Circus                    |
| 2020   | Nejelo se kvůli pandemii covidu-19 | Nejelo se kvůli pandemii covidu-19 | Nejelo se kvůli pandemii covidu-19 |
| 2021   | Belgie                             | Wout van Aert                      | Team Jumbo–Visma                   |
| 2022   | Polsko                             | Michał Kwiatkowski                 | Ineos Grenadiers                   |
| 2023   | Slovinsko                          | Tadej Pogačar                      | UAE Team Emirates                  |
| 2024   | Spojené království                 | Thomas Pidcock                     | INEOS Grenadiers                   |
| 2025   | Dánsko                             | Mattias Skjelmose Jensen           | Lidl–Trek                          |